# Гунценгаузен
Гунценхаузен (нім. Gunzenhausen) — місто в  Німеччині, в  землях Баварії.
Підпорядкований  адміністративному округу Середня Франконія. Входить до складу району Вайссенбург-Гунценгаузен. Населення становить 16 160 осіб (на 31 грудня 2010 року) .Займає площу 82,73 км².  Офіційний код — 09 5 77136' '.
Місто поділяється на 14 міських районів.
Гунценхаузен — батьківщина відомого середньовічного астронома  Маріуса Сімона.

## Пам'ятки архітектури

### Вежа Бластурм
У місті є Вежа Бластурм, яка являє собою старовинні міські ворота, що розташовані в старій частині Гунценхаузена. Це єдині міські ворота, які вистояли після численних боїв протягом всієї історії існування міста. Вежа Бластурм була побудована у 1466 році. Її висота становить 33 метри. У 1603 році були проведені значні будівельні роботи, в результаті яких до споруди було прибудовано ще кілька поверхів. Вежа Бластурм має восьмикутну структуру з багатокутним дахом, яку вінчає міський ліхтар. У її східному і західному боці досі розташовані залишки старовинної міської стіни, які, як і сама вежа, знаходяться під охороною.

### Палац Гейденаб
Гейденаб являє собою колишній палац міста. Архітектурний комплекс розташований на розі вулиць Вейсенбургер і Кірченплац за адресою Ринкова площа 49. На сьогодні палац є представником архітектури бароко і входить до списку історичних пам'яток Баварії. Палац був споруджений у 1748 році з метою використання як ратуші, але через відсутність необхідних фінансових коштів його функціональне застосування було змінено. Так, у 1750 році будівництво було продовжено з деякими змінами в проекті.
Палац представлений у вигляді двоповерхової будівлі з рустованими кутами і прямокутними виступами. Першим власником Палацу був граф Ернст фон Гейденаб, на честь якого і було названо споруду. З 1937 року, Гейденаб виконував роль міського музею, а також Музею доісторичної та ранньої історії міста. З 1981 року в палаці знаходиться філія комерційного банку.

## Міста-побратими
- США — Франкенмус, Мічиган
- Франція — Іль, Верхня В'єнна

## Уродженці
- Карл Ріхард Ганцер (1909—1943) — німецький історик-антисеміт, доктор філософських наук.
- Гюнтер Хаймбек (* 1946) — німецькою–намібійський професор математики.

## Галерея

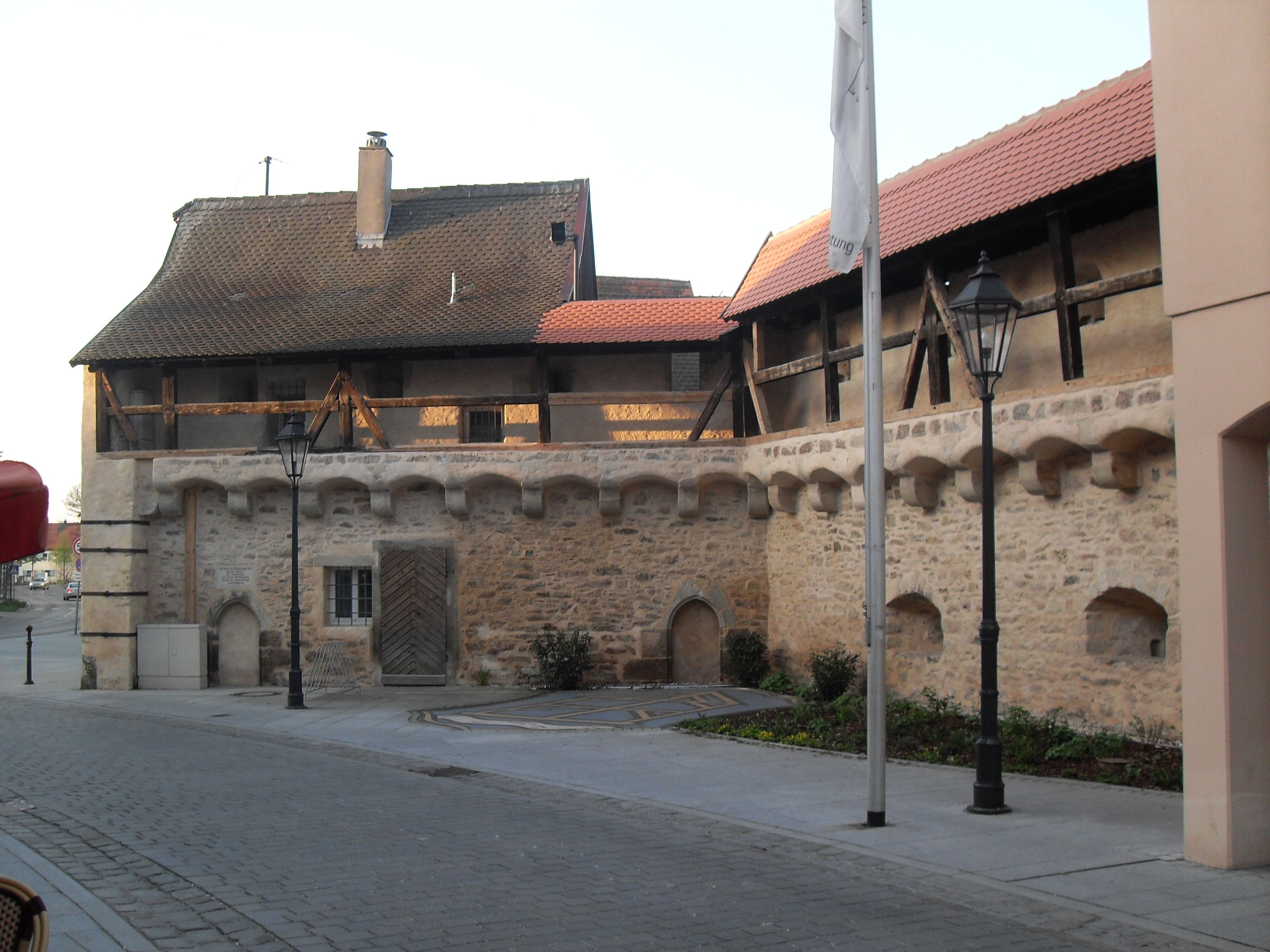
Mittelalterlicher Wehrgang
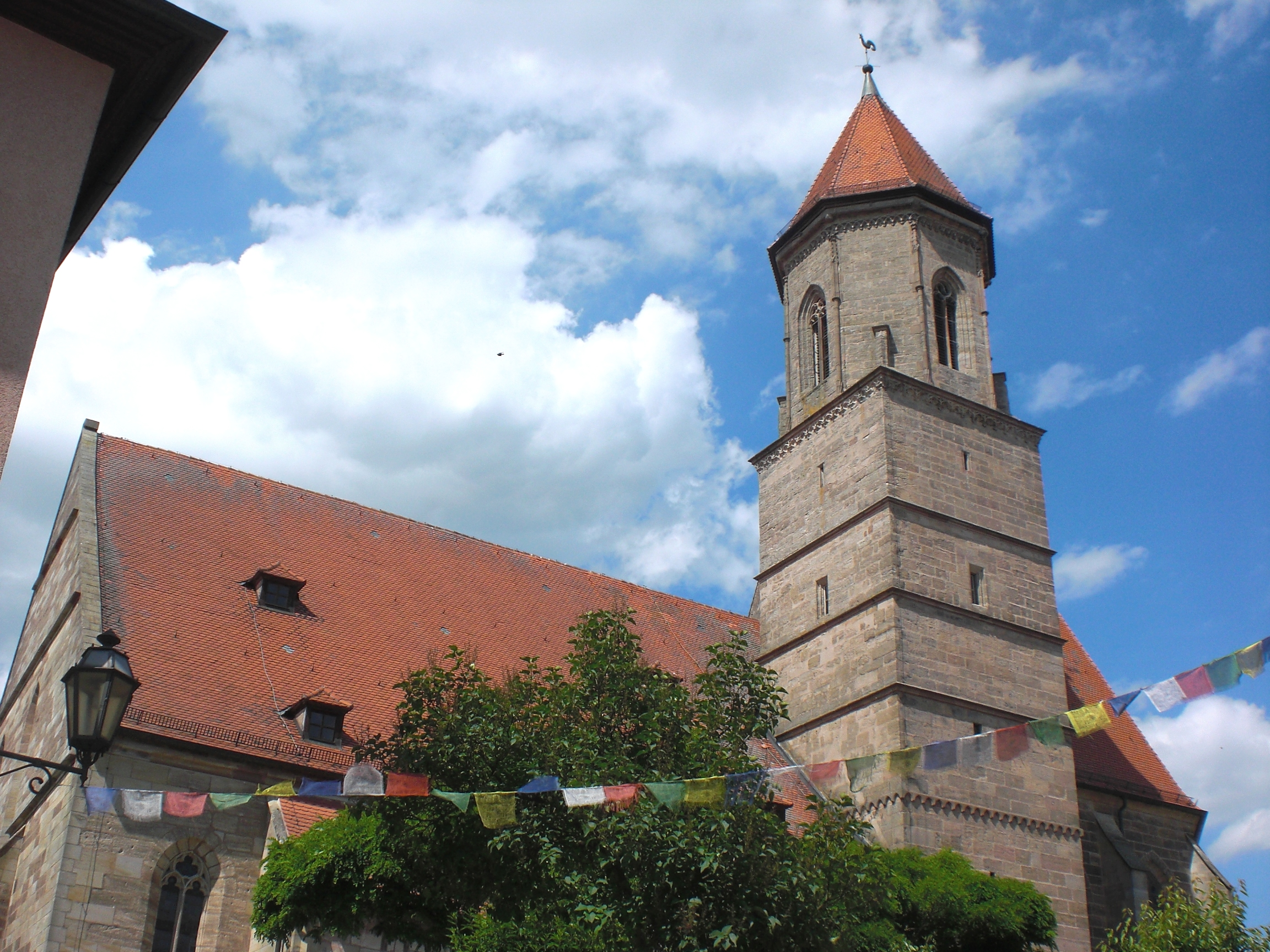
Evangelische Stadtkirche St. Maria
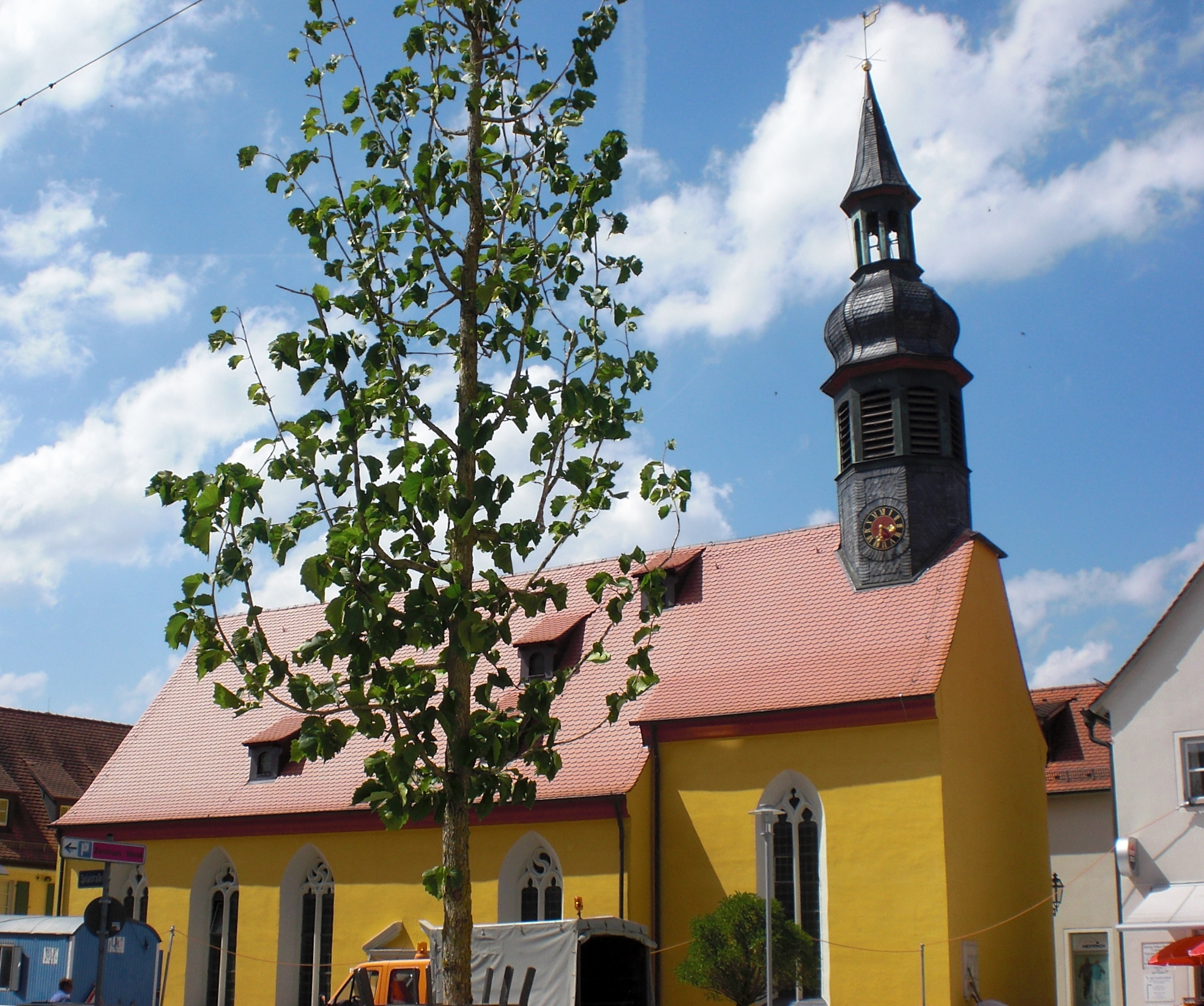
Spitalkirche
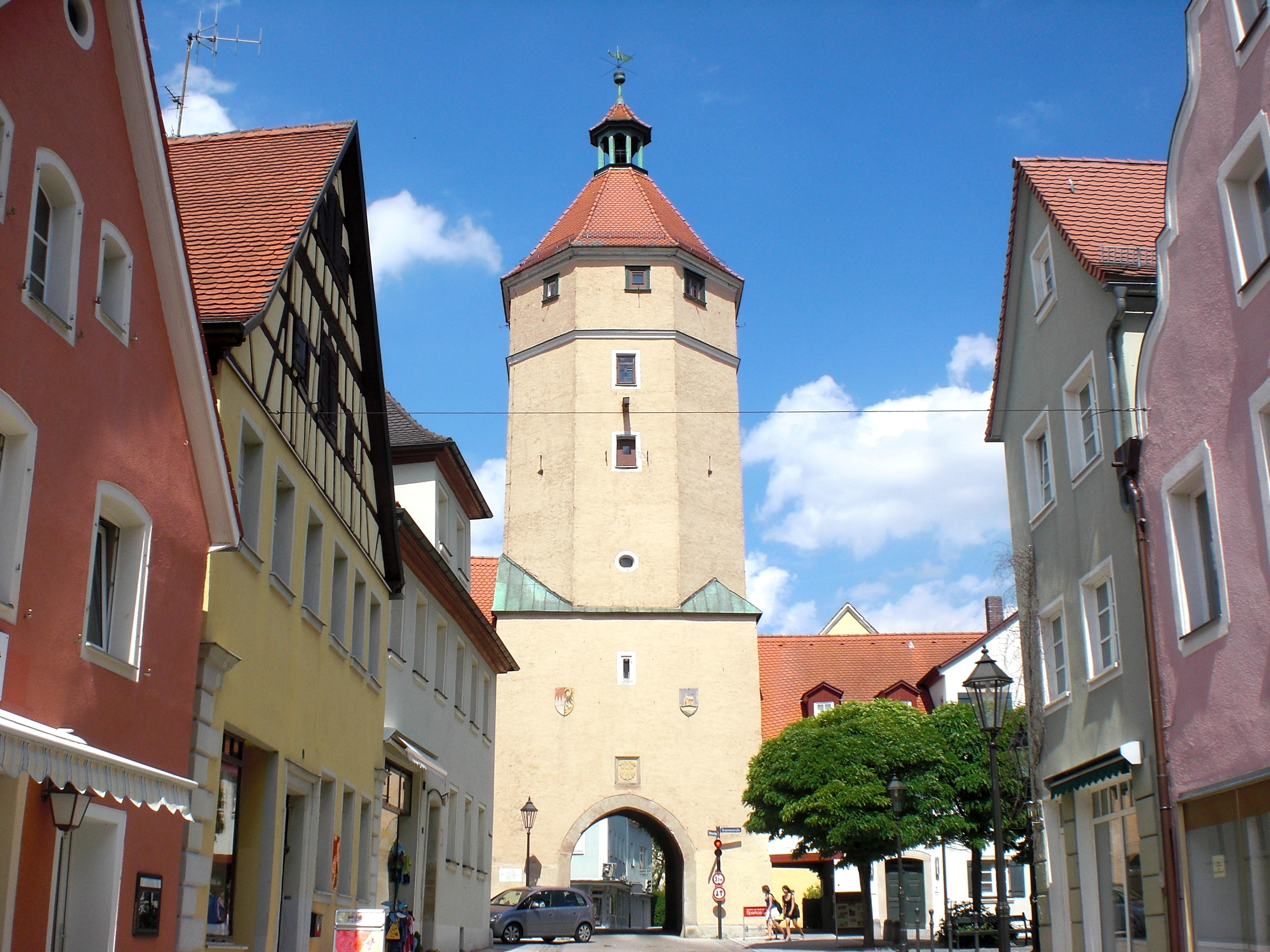
Вежа Бластури
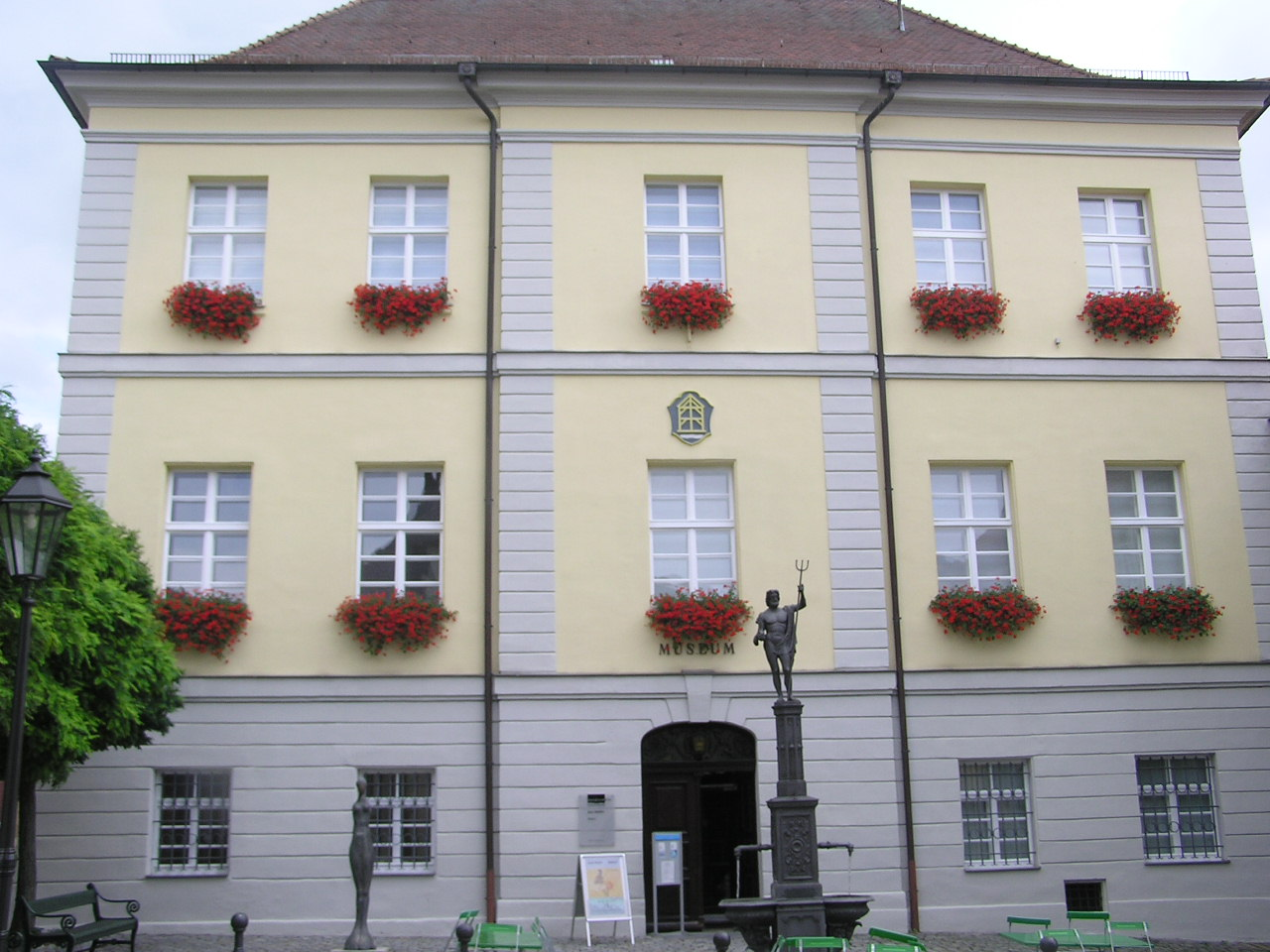
Міський музей